# Felicisimo Ampon
Felicisimo Hermoso Ampon (Manila, 27 ottobre 1920 – Highland Park, 7 ottobre 1997) è stato un tennista filippino.

## Biografia
Nato a Manila quando le Filippine erano una colonia statunitense iniziò a giocare sotto la guida del padre Felix. Durante la seconda guerra mondiale ha giocato a tennis con militari giapponesi per poter raccogliere informazioni da fornire alla sua nazione, in particolare al Movimento di Resistenza Filippino.
Terminato il periodo agonistico si stabilì negli Stati Uniti, in Illinois, il figlio Mehl ha intrapreso a sua volta la carriera da tennista senza riuscire a replicare i successi del padre.

## Carriera
Nonostante un'altezza di soli 150cm ha ottenuto importanti risultati venendo considerato il tennista filippino più forte nella storia, già ai Giochi dell'Estremo Oriente di Manila nel 1934 si è fatto conoscere vincendo l'oro nel singolare. Ha fatto l'esordio in Coppa Davis nel 1939, con la nazionale filippina ha giocato per oltre quindici anni vincendo un totale di quaranta incontri a fronte di trentacinque sconfitte ed è il detentore del record di successi tra singolare e doppio nonché di vittorie in singolare.
Al Roland Garros 1951 ha raggiunto il quarto turno dove ha messo in difficoltà il numero uno al mondo Frank Sedgman cedendo solo al quinto set, l'anno successivo sempre sulla terra parigina si è spinto fino ai quarti di finale dove si è arreso a Ken McGregor e stesso risultato ha ottenuto nel 1953 quando fu Ken Rosewall ad interrompere il suo percorso.
Nel 1951 ha raggiunto i suoi risultati migliori, oltre ai quarti di finale al Roland Garros ha vinto i titoli allo Swedish Open, al Turkey Open e a Colonia dove ha sconfitto in finale Jaroslav Drobný. Sempre nella stessa stagione ha formato una coppia di doppio misto con la statunitense Shirley Fry vincendo gli Internazionali d'Italia e i Campionati Internazionali di Sicilia.
Durante i Giochi asiatici di Tokyo 1958 ha vinto tre medaglie per la sua nazione, l'oro nel doppio, l'argento in singolare e il bronzo nel doppio misto.
Ha giocato il suo ultimo incontro nel 1968, durante una sfida di Coppa Davis ha sconfitto il giapponese Toshiro Sakai di ventisette anni più giovane in quattro set.